# Cyonasua argentina
Cyonasua argentina és una espècie extinta de prociònid del Miocè superior de Sud-amèrica (fa 5–7,5 milions d'anys). En llatí, el seu nom significa 'coatí-gos', perquè té caràcters que s'assemblen als dels gossos i els coatís. Els seus avantpassats arribaren de Centreamèrica saltant d'illa en illa, possiblement com els primers emigrants cap a l'oest del gran intercanvi americà. Els seus depredadors eren aus del terror i metateris carnívors. Evolucionà a Amphinasua i Chapalmalania, semblant a un os. Devia tenir unes dimensions semblants a les d'un gos de mida mitjana.